# Fisktjärnen (Malungs socken, Dalarna)
Fisktjärnen är en sjö i Malung-Sälens kommun i Dalarna och ingår i Dalälvens huvudavrinningsområde.